# Produit fort (graphe)

Le, produit tensoriel de deux graphes chemin.

Le produit fort est une opération sur deux graphes {\displaystyle G} et {\displaystyle H} résultant en un graphe {\displaystyle G\boxtimes H}. Il est également appelé produit normal.

## Construction
Soient deux graphes {\displaystyle G} et {\displaystyle H}. Le produit tensoriel {\displaystyle G\boxtimes H} est défini comme suit :
- l'ensemble de ses sommets est le produit cartésien {\displaystyle V(G)\times V(H)} ;
- {\displaystyle (g,h)} et {\displaystyle (g',h')} sont adjacents dans {\displaystyle G\boxtimes H} si et seulement si l'une de ces conditions est vérifiée :
  - {\displaystyle g=g'} et {\displaystyle h} est adjacent à {\displaystyle h'}
  - {\displaystyle g} est adjacent à {\displaystyle g'} et {\displaystyle h=h'}
  - {\displaystyle g} est adjacent à {\displaystyle g'} et {\displaystyle h} est adjacent à {\displaystyle h'}.

Le produit fort est l'union du produit cartésien et du produit tensoriel.